# Palazzo Castellesi
Il palazzo Castellesi (o palazzo del Corneto), poi palazzo Giraud e oggi Palazzo Torlonia, è un importante edificio rinascimentale di Roma posto nel rione di Borgo, nei pressi della basilica di San Pietro.

## Storia

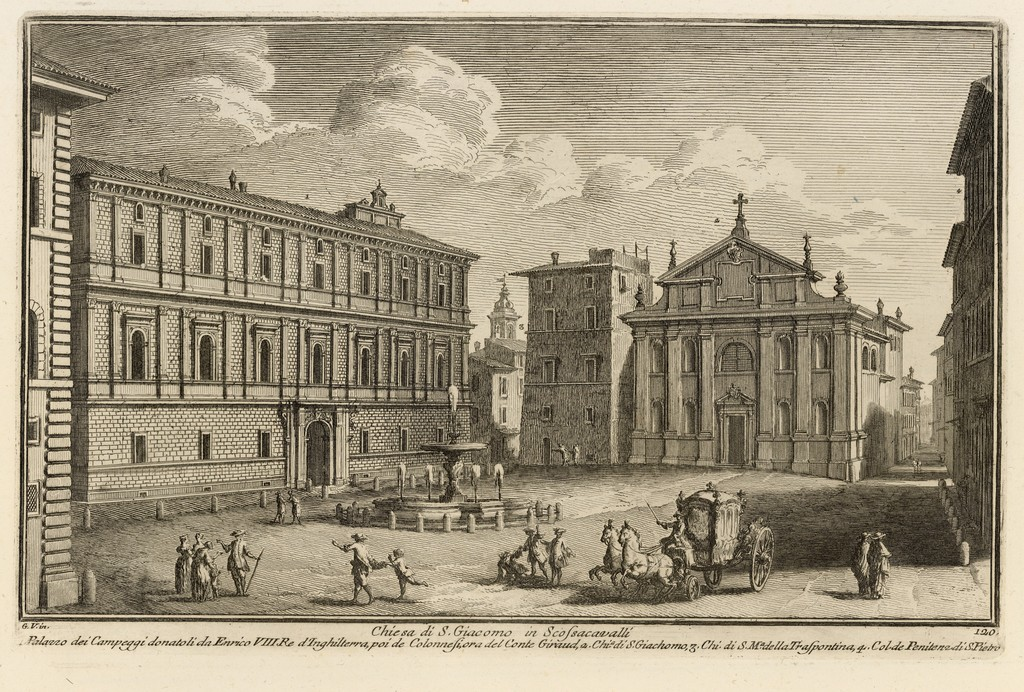
Il palazzo nel XVIII secolo

Il palazzo fu realizzato tra il 1499 e il 1517 per il cardinale Adriano Castellesi o Castelleschi, da Corneto (Tarquinia), importante dignitario della corte papale. Il progetto viene generalmente attribuito a Bramante.
Il palazzo sorse nel rione Borgo, sulla piazza Scossacavalli, nel contesto della riqualificazione dell'intero settore urbano deciso a seguito del tracciamento della nuova via Alessandrina in occasione del giubileo del 1500.
In seguito a svariati cambi di proprietà che videro il palazzo diventare anche ambasciata d'Inghilterra, collegio ecclesiastico e ospizio, nel XVIII secolo divenne palazzo Giraud (ricchi banchieri francesi) e poi palazzo Torlonia.
Nei primi decenni del Novecento, con lo sventramento della "spina di Borgo", la facciata del palazzo si ritrovò ai margini della via della Conciliazione.

## Descrizione
La facciata dell'edificio rappresenta una rilettura del palazzo Rucellai di Leon Battista Alberti, già precedentemente sperimentata a Roma nel palazzo della Cancelleria. Il palazzo Castellesi presenta infatti il prospetto scandito da due ordini sovrapposti di lesene con un leggero risalto rispetto alle specchiature in muratura a bugnato liscio di travertino. Tra le lesene binate del piano nobile si trovano finestre ad arco inquadrate da cornici.
L'impianto planimetrico presenta un cortile centrale con portico su quattro lati al piano terra costituito da arcate su pilastri rettangolari, invece che su colonne forse suggerito a Bramante dall'osservazione di qualche monumento romano.